# 1968년 하계 올림픽 루마니아 선수단
루마니아는 1968년 10월 12일부터 27일까지 멕시코 멕시코 시에서 열린 제19회 하계 올림픽에 참가했다.

## 메달 집계

### 종목별 참가 선수 및 메달 집계
| 종목 | 참가 선수 | 1 | 2 | 3 | 메달 합계 |
| 역도 | 1         | 1 | 1 |   | 2         |
| 육상 | 3         |   |   |   | 0         |
| 사격 | 3         |   | 1 | 2 | 3         |
| 체조 | 1         |   |   |   | 0         |
| 펜싱 | 1         | 0 | 0 | 1 | 1         |
| 합계 | 3         | 1 | 2 | 3 | 6         |

### 메달리스트
| 메달 | 이름               | 종목 | 세부 종목                | 날짜     |
| ---- | ------------------ | ---- | ------------------------ | -------- |
|      | 비고 옌센          | 역도 | 남자 양손                | 4월 7일  |
|      | 비고 옌센          | 역도 | 남자 한손                | 4월 7일  |
|      | 홀게르 루이스 닐센 | 사격 | 남자 30m 자유권총        | 4월 11일 |
|      | 홀게르 루이스 닐센 | 펜싱 | 남자 사브르 개인전       | 4월 9일  |
|      | 홀게르 루이스 닐센 | 사격 | 남자 25m 속사권총        | 4월 11일 |
|      | 비고 옌센          | 사격 | 남자 300m 자유소총 3자세 | 4월 12일 |

## 사격
남자
| 선수 | 세부 종목 | 예선   | 예선 | 결선   | 결선      |
| 선수 | 세부 종목 | 스코어 | 순위 | 스코어 | 최종 순위 |

## 육상

### 남자
트랙 / 도로 경기
| 선수 | 세부 종목 | 1차 예선 | 1차 예선 | 2차 예선 | 2차 예선 | 준결선 | 준결선 | 결선 | 결선      |
| 선수 | 세부 종목 | 기록     | 순위     | 기록     | 순위     | 기록   | 순위   | 기록 | 최종 순위 |